# Цві Бар
Цві Бар (івр. צבי בר, народився в 1935 році в Кфар-Йона) — ізраїльський політик, колишній мер міста Рамат-Ган.

## Біографія
Народився в 1935 році у родині вихідця з Іранського Курдистану. Служив в ізраїльській армії. У Шестиденній війні був командиром 202-го парашутно-десантного батальйону, потім керував школою офіцерів ЦАХАЛу. 
Після отримання у 1976 році ступеня бакалавра в області політичних наук в Університеті Бар-Ілана перейшов на службу в поліцію на посаду командира Прикордонної варти (МАГАВ). У 1983 році призначений Оперативного управління поліції. У 1985 року у званні генерал-майора поліції вийшов у відставку.

## На посаді мера
Бар вперше був обраний мером міста в 1989 році. Опинився в центрі уваги ізраїльської громадськості в період обстрілу Рамат-Гана іракськими ракетами СКАД під час операції «Буря в пустелі» в 1991 році.
Чотири рази поспіль був переобраний на пост мера Рамат-Гана — у 1993, 1998, 2003 і 2008 роках.
У 2013 році прокуратура висунула йому звинувачення у корупції. Підозра  полягала  в отриманні хабарів в розмірі 1,9 мільйона шекелів від будівельних підрядників, у відмиванні грошей, створенні перешкод слідству, зловживанні службовим становищем і обмані громадської довіри. Міська рада залишила його на посаді. При розгляді апеляції на це рішення від юридичного радника уряду, Вищий суд справедливості не став вимагати негайного звільнення, але в рішення вказав про недопустимість перебування на такій посаді. 14 липня 2013 Цві Бар заявив, що не балотуватиметься на пост мера на виборах у жовтні 2013 року.
Рішенням суду був засуджений на три року і 1 лютого 2017 року був відправлений до тюрми «Маасіягу».
У жовтні 2017 року Президент Ізраїлю, враховуючи важкий стан здоров'я одного з членів його сім'ї, скоротив термін покарання до 15 місяців. Рішенням комісії по достроковому звільненню 7 листопада 2017 року його випустили з тюрми..

## Приватне життя
Бар перебуває у шлюбі, має трьох дітей.